# Dresdner SC (szachy)
Dresdner SC – niemiecki klub szachowy z siedzibą w Dreźnie, czterokrotny mistrz Niemiec kobiet, pod nazwą SC Einheit Dresden trzykrotny mistrz NRD.

## Historia
Początki późniejszej sekcji szachowej Dresdner SC sięgają 1876 roku. W 1955 roku powstała szachowa sekcja SC Einheit Dresden. Klub zdobył tytuły mistrza NRD w sezonach 1956/1957 i 1957/1958, w 1959 roku zdobył wicemistrzostwo kraju, a w sezonie 1961/1962 uzyskał trzeci tytuł. W 1966 roku szachową sekcję przejęło BSG Post Dresden. Po upadku muru berlińskiego włączono sekcję do Post SV Dresden, która z kolei w 1994 roku została przeniesiona do Dresdner SC. Klub wygrał Bundesligę kobiet w latach 1995, 2000, 2002 i 2006. W Bundeslidze dwukrotnie zajął trzecie miejsce, w latach 1996 i 1999. Zespół dwukrotnie uczestniczył w Pucharze Europy. W 1995 roku nie wyszedł z grupy. W sezonie 1996 Dresdner SC dotarł do fazy finałowej i zajął piąte miejsce w turnieju. W 2006 roku sekcja szachowa Dresdner SC została włączona do USV TU Dresden.
Zawodnikami klubu byli m.in.: Zoltán Almási, Falko Bindrich, Wiktor Bołogan, Uwe Bönsch, Edith Keller-Herrmann, Zigurds Lanka, Jens-Uwe Maiwald, Elisabeth Pähtz, Aleksiej Szyrow, Henrik Teske, Raj Tischbierek i Wolfgang Uhlmann.